# ليه روبنسون (مدرب كرة سلة)
ليه روبنسون (بالإنجليزية: Les Robinson) هو مدرب كرة سلة أمريكي، ولد في 23 سبتمبر 1942، وتوفي في 6 يناير 2005.

## روابط خارجية
- ليه روبنسون على موقع كلية كرة السلة في سبورتس رفرنس.كوم (الإنجليزية)
- ليه روبنسون على موقع كلية كرة السلة في سبورتس رفرنس.كوم (الإنجليزية)